# Шустер, Клаус Кристиан
Клаус Кристиан Шустер (нем. Claus-Christian Schuster; род. 25 сентября 1952, Вена) — австрийский пианист.

## Биография
Родился в Вене, отец — Альфред Шустер (1910 — 1980), преподаватель латыни и немецкого в средней школе, мать, Элизабет (1925 — 2007) — учитель начальных классов. Детство вместе с сестрой провёл в Эбрайхсдорфе. С 1959 года занимался под руководством своего отца, который, в свою очередь, обучался игре на пианино у Освальда Кабасты, был учеником музыкальной венской школы у профессора Вильгельма Хюбнер-Лангенбрюка
Учился с 1969 года в Венской консерватории у Ханса Графа и Дитера Вебера, в 1971 — 1972 году стажировался в университете Индианы, в Блумингтоне, где посещал занятия в классе Менахема Пресслера и начал изучать русский язык на факультете славистики. Затем стажировался в Московской консерватории у Веры Горностаевой. Занимался также в классах Константина Аджемова и Валентина Берлинского. 
Во время обучения в России встретился со своей будущей супругой, Зауре Бажеевой (родилась в 1953 году).
В С 1984 года концертировал как солист, в том же году основал Венское шубертовское трио. После роспуска трио в 1993 году основал новый ансамбль — Трио Альтенберга, в составе которого выступает с января 1994 года, завоевав международное признание и ряд премий. В 1976—1986 годах преподавал в Венской консерватории, в дальнейшем вместе с коллегами по Трио Альтенберга даёт постоянные мастер-классы в Вене и других высших музыкальных учебных заведениях. Шустер также является художественным руководителем Международного Брамсовского фестиваля в Мюрццушлаге. До 2012 года преподавал в университете музыки и искусств Вены. 
в 1978 году родилась дочь — Нинон Дареджан, в 1980 — сын, Эдмунд-Филипп, в 1982 году — сын, Арно-Кристиан. 

## Награды
- Премия Роберта Шумана (1999, в составе «Трио Альтенберга»)
- Австрийский почётный знак «За науку и искусство» (1999)